# André Lwoff
André Michel Lwoff (Ainay-le-Château, França 1902 - París 1994) fou un microbiòleg i professor universitari francès guardonat amb el Premi Nobel de Medicina o Fisiologia l'any 1965.

## Biografia
Va néixer el 8 de maig de 1902 a la ciutat de Ainay-le-Château, població situada a la regió d'Alvèrnia, en una família d'ascendència russo-polonesa. Va iniciar els estudis de ciències naturals i medicina, però d'aquest últim només realitzà un any, i els completà alhora que treballava a l'Institut Pasteur de París, on ingressà l'any 1921. Finalment es graduà el 1927 i doctorà el 1931 a La Sorbona, d'on posteriorment fou professor de microbiologia.
Membre honorari de la Royal Society de Londres, va morir el 30 de setembre de 1994 a la ciutat de París.

## Recerca científica
Durant la seva estada a l'Institut Pasteur de París treballà al costat de François Jacob i Jacques Monod sobre les activitats reguladores a l'interior de les cèl·lules, amb els quals contribuïren al coneixement dels processos fonamentals en la matèria viva que constituïxen la base de fenòmens com l'adaptació, reproducció i evolució. Les seves investigacions els conduïren a demostrar el mecanisme pel qual alguns virus, que ell anomenà provirus, infecten els bacteris.
L'any 1965 fou guardonat, juntament amb els seus dos col·laboradors, amb el Premi Nobel de Medicina o Fisiologia pels seus descobriments referents al control genètic de la síntesi de l'enzim i del virus.